# Оліфер Голуб
Оліфер (Олефір, Олифер) Остапович Голуб «Стеблівець» (1540 та 1550 роками, Стеблів — 1628) — український політичний і військовий діяч, гетьман реєстрових (1622–1623, 1624) та нереєстрових козаків-випищиків (1626), близький соратник гетьманів Петра Сагайдачного і Михайла Дорошенка.

## Біографія

### Походження
Рід Оліфера Голуба походив із старовинної української (руської) аристократії. Прізвище «Голуб» було утворене від некалендарного імені Голубко. Родоначальником був пан Голубко Ганкович, що служив Костянтину-Василю Острозькому. За дослідженнями Олександра Алфьорова, рід Голубів, ймовірно, переселився з територій Новгород-Сіверщини, коли ці території захоплювала Московська держава. Рід Голубів користувався трьома власними гербами: «Голуб – I», «Голуб – II», «Голуб – III».

Герб «Голуб – I», вживання якого припинилось на початку XVI століття, мав такий опис:
«На трьох зелених пагорбах стоїть фігура, що нагадує перегорнуту літеру Ш. Середній стовп продовжується до гори, перехрещується, роздвоюється і округлюється до боків. Поле червоне. Над щитом князівська корона».
Оліфер Голуб користувався гербом «Голуб – III», який за свідченнями польських істориків, «...відомий лише за назвою». В останній час опис герба гетьмана, в результаті генеалогічних розшуків, було віднайдено:
«Хрест, що його верхній стовп роздвоюється і округлюється до боків».
Батьком Оліфера був Євстафій (Остап) Голуб, що мав ще сина Дмитра і доньку Єфросинію. Точна дата народження Голуба невідома, приблизно 1540-1550 роки. Народився у селі Стеблів (нині селище в Україні в Звенигородському районі Черкаської області). Саме від цього містечка, він отримав своя козацьке прізвисько – Стеблівець. У подальшому Стеблів став гетьманською резиденцією Голуба. За припущеннями, Стеблів був малою батьківщиною Голуба. На користь цього свідчить місцева топоніміка: у межах сучасного Вільховецького району збереглася назва урочища «Оліфірів Яр», що, ймовірно, пов'язане з ім'ям гетьмана. Також у цьому регіоні певний час проживали інші представники роду Голубів.

### Початок військової кар'єри
Перша згадка про Оліфера Голуба датується 1615 роком, коли він очолював запорожців у морському поході на турецькі землі в Малій Азії. Похід видався успішним для козаків, було спалено дві пристані Стамбула.
У 1618-1620 році Військо Запорозьке вело дипломатичні переговори із перським шахом Аббасом I Великим. Ціллю переговорів було укладання союзу проти Османської імперії. 16 квітня 1620 року до Ісфагана – перської столиці прибув лист від козаків. Лист був написаний латиною з підписом «Olivarius de Marcones, P.K.». Деякі дослідники припускали, що за прізвиськом «Оліварій де Марконес» підписався Петро Конашевич-Сагайдачний, що був ініціатором усієї козацько-перської дипломатії. Але Ярослав Дашкевич довів, що під псевдонімом криється Оліфер Остапович Голуб, в абревіатура «Р.К.» розшифровується як «Полковник Козацький». У листі йшлося про плани козаків захопити порт Яні і наміри Олефіра Голуба особисто прибути у Персію для подальших переговорів. Той факт, що лист був написаний латиною свідчить про хорошу освіту Оліфера Голуба.
У 1621 році Оліфер Голуб, у якості полковника, брав участь в Хотинській війні, зокрема у Хотинській битві.

### Гетьманство
5 квітня 1622 року перед своєю смертю, Петро Сагайдачний «шафарами й вѣрными депозитарами» (розпорядниками свого майна) призначив митрополита Іова Борецького та Оліфера Голуба, якому заповів гетьманську булаву та родовий маєток - Конашівку. Приблизно через місяць 20 травня поблизу Кагарлицьких полів на березі річки Русави була зібрана козацька рада. На раді було близько 20 тисяч козаків. Мелетій Смотрицький писав:
«Тут насамперед обрали собі Гетьмана з черні Оліфера Голуба, прізвиськом Черняк, який не має ні дружини, ні дому, мужа в ділі рицарському досвідченого, старинного козака, друга вірного покійного пана Сагайдачного. Останній ще за життя назвав його [своїм спадкоємцем] на цьому уряді...».
На раді Оліфера Голуба обрали гетьманом низових козаків. Таким чином, Оліфер Голуб одночасно став гетьманом реєстрового війська, перейнявши булаву Сагайдачного, та козаків-випищиків. Князь Юрій Збаразький у листі до короля писав:
«Сей народ буйний, бундючний і так сею останньою турецькою війною надутий, що легко важить собі всякі накази, а тим більше маючи тепер гетьмана з черни...».
Один з королівських комісарів, що прибув на козацьку раду та став свідком обрання О.Голуба, описав його як «простого хлопа... у серм'язі».

На похороні Сагайдачного, Касіян Сакович презентував новому гетьману Оліферу Голубу збірник віршів: «Вірші на жалісний погреб шляхетного рицаря Петра Конашевича-Сагайдачного...». У вступі до збірника є такі рядки:
«І ти днешній гетьмане, зацний Олефіру,
Щасливе справуй войском тим а ховай віру
Богу і народові тиж християнському,
Чим будеш завше страшний племеню поганському.
І з тим рицерством слави доброї набивай,
А мене в ласці своїй зо всім войском ховай.
Которому книжечку тую офірую
І под іменем всього войска в друк дарую...».
Петро Конашевич прямо передав гетьманську владу довіреній особі, що свідчить про можливі наміри козацької старшини закріпити монархічну владу. Оліфер Голуб продовжив політику Сагайдачного, зосереджуючись на захисті православної віри та дотриманні лояльної позиції щодо уряду.
24 червня у Києві Оліфер Голуб із Митрополитом Йовом Борецьким складають Акт про передачу майна померлого гетьмана Сагайдачного.

Під керівництвом нового гетьмана козаки укріплюють фортифікацію Базавлуцької Січі. Відновлюється притулок для старих і поранених козаків у Трахтемирівському монастирі. Окрім цього, під керівництвом Оліфера Голуба відбувається козацький похід на побережжя Анатолії. Французький посол у Османській імперії з цього приводу зазначав:
«[козаки] руйнували побережжя Анатолії, взяли багато кораблів турецьких на морі; в великій небезпеці була Кафа... поголоска про чотири козацькі чайки на Чорному морі лякає турків більше ніж чума»
За деякими данними, також відбувся похід Голуба-Стеблівця з 15-тисячною армією на Білгород, але Грушевський вважає цей похід неправдоподібним.
Перед польським сеймом 1623 року, Оліфер Голуб зібрав раду, на якій було вирішено відправити до Варшави козацьких послів. Посли повинні були добиватися припинення урізання прав православної церкви, усунення уніатів від церков та маєтностей, передачі церковних земель православній митрополії. Також було вирішено добиватися козацьких привілеїв, які були обіцяні козакам ще у 1621 році під час Хотинської війни. Сам Оліфер на сеймі не з'являється, представляти православ'я вирішили митрополит Йов Борецький та полоцький архієпископ Мелетій Смотрицький.

На сеймі козацьке посольство заявило королю Сигізмунду ІІІ, «що якщо не будуть сповнені їх жадання, то вони счинять повстаннє». Київський біскуп повідомляв, що козаки:
«100 полковників вибрали і 100 тисяч козаків вписали до війська – число страшне для держави».
Однак сейм проігнорував козацькі вимоги. Козакам в ультимативній формі було наказано скоротити реєстр до 5 тисяч, а решті покозачених селян повернутися до панів.

Усі претензії на невдачу козацької дипломатичної місії вилились на гетьмана Оліфера, який був змушений скласти булаву та передати її Богдану Конші. У травні 1623 року Богдан Конша помер, новим гетьманом було обрано Михайла Дорошенка, що був лояльний до уряду. Яків Собєський у своєму щоденнику писав:
«Дорошенко, полковник доброї репутації, у молодцях за свою відвагу королеві й Речі Посполитій завсіди зичливий...».
Козаки, невдоволені М.Дорошенком, хотіли знову обрати Голуба гетьманом. Про це повідомляє князь Ю. Збаразький:
«Військо козацьке все страшенно хвилюється, хочуть іти на волость, кажуть, що мають утиски в вірі; хочуть Дорошенка скинути, а Олифіра знову мати Гетьманом...».
У цей час влітку 1623 року, під командуванням полковника Оліфера Голуба, було проведено невеликий морський похід на околиці Стамбула. У лютому 1624 року авторитетного серед козаків Оліфера знову обрають гетьманом.
У червні 1624 року козаки під командуванням Голуба спорядили флот і вирушили у морський похід на Кафу. Османи, що захопили місто, хотіли скинути з престолу хана Мехмед III Гірея і поставити про-османського Джанібек-Гірея. В морському бою козаки, обложивши Кафу, розгромили османські війська, тим самим захистивши владу Мехмеда III Гірея.

В липні 1624 року Оліфер Голуб організував похід на столицю Османської імперії – Стамбул. 9 липня козацький флот, що налічував 70-80 чайок, запливши у Босфорську протоку, пограбував Буюкдере, Єнікіой, Стенію та інші прибережні поселення. Сам Султан Мурад IV почав керувати військами для захисту столиці. Король Сигізмунд ІІІ писав з цього приводу литовському канцлеру Леву Сапезі:
«Козацька сваволя, ні наших наказів, ні сеймових постанов не слухає...».
Через два тижні козацькі війська знову вирушили на Стамбул. На цей раз, за свідченнями турків, козацький флот налічував близько 150 чайок, за листами Йова Борецького – 102. Турецькі джерела також повідомляли про резерви, що пливли позаду. Їх очолював майбутній кошовий отаман Григорій Савич Чорний. На зустріч козакам вийшов турецький флот з 25 великих галер та 300 ушкалів. Після кількаденних боїв козаки прорвалися у море і дійшли до Стамбулу. Три дні козацький флот тримав в облозі місто. Було спалено місто Фарос та кілька менших містечок. Через два місяці козаки зі 150 чайками знову взяли курс на Константинополь. Але через погані погодні умови козаки на місяць затримались під Очаковом. Але, дочекавшись гарної погоди, козаки відплили на Стамбул. У цей час полк із 800 козаків діяв на території Кримського ханства.
3 жовтня 1624 року по січень 1625 року гетьманом був Каленик Андрієвич, якого згодом змінив Михайло Дорошенко, а потім Федір Пирський. У цей час Оліфер Голуб стає козацьким полковником. Регулярне втручання влади Речі Посполитої у козацьку політику та обмеження прав православної церкви призвели до повстання під проводом Марка Жмайла 1625 року.

### Участь Оліфера Голуба у повстанні Марка Жмайла
На початку осені, для втихомирення «козацької сваволі», на Україну рушило коронне військо під проводом великого коронного гетьмана Станіслава Конєцпольського. Поблизу Києва сталися перші сутички. Повідомлені про прихід польського підрозділу, козаки вислали до міста загін із 400 вояків, командиром яких був полковник Оліфер Голуб. Загони заблокували поляків у замок, де вони на певний час «закрилися... з військом і міщанами».

Для швидкої мобілізації козацьких сил Голуб послав значні відділи «у Канів, у Черкаси, в Мошни, у Ржищів». Певні сили запорожців також сконцентрувалися у Переяславі.
«А козаки... запорожские собрався з городов тысяч з 20 с полковники с козацкими з Дорошенко, да с и Жмайлом, да с Олифером, да с Пырским...». – повідомляли інформатори Царю Московському Михайлу I Федоровичу.
На початку жовтня городові козаки Оліфера Голуба за планом мали об'єднатися із запорозькими загонами Жмайла поблизу Переяслава. 10 жовтня під Каневом вони зіткнулися із польським військом і змушені були відступати в напрямку Черкас та Крилова. Після коротких переговорів із поляками, Голубу вдалось переправитись на Лівобережжя та зосередити усі сили на лівому березі Дніпра.
Втім, через неузгодженість дій запорожців Марка Жмайла та городових козаків Оліфера Голуба, останнім прийшлося знову переправлятися на Правобережжя для з'єднання козацьких сил у гирлі річки Цибульник. Об'єдналися повстанці 25 жовтня. Вже наступного дня Конєцпольський відправив козацькому табору своїх послів із умовами припинення війни. Серед умов було: скорочення реєстру, призначення гетьмана урядом, припинення самостійної політики, а також заборона на морські походи.

#### Промова Оліфера Голуба – проєкт козацької держави
27 жовтня запорожці були зібрані на раді для обговорення польських умов. На ній Голуб виступив із великою промовою. Полковник Оліфер розпочав звернення з важливої констатації, що обрання гетьманом Марка Жмайла потішить як козаків, так і всіх людей «народу нашого релігії руської». Це означало, що Військо Запорозьке виступає не тільки зі своїх позицій, а виражає інтереси всього православного населення Речі Посполитої.
Він стверджував, що козаки вже мають «землю свою», під якою, слід розуміти території Середнього Подніпров'я, до яких полковник пропонує приєднати Брацлав, Вінницю, Житомир та Овруч. Київ, котрий де-факто знаходився під контролем козацтва, мав стати центром козацького управління. Далі Голуб пропонує ліквідувати королівську адміністрацію – уряди воєвод і старост та передати їх козацькому гетьману з місцевою владою полковників.
Далі Оліфер пропонує ліквідувати кварцяне військо, а гроші з його утримання передати козацтву. Також полковник говорить про скасування податків. Адже козаки мають можливість добути пожитки «з моря і поля», чого Річ Посполита їм заборонити не може. Також Голуб відкидав будь-які спроби залякати козаків турецько-татарською загрозою, висловлюючи впевненість, що разом із донцями запорожці завдадуть ще чимало неприємностей Криму та Порті.
Усі ці умови козаків Олефір пропонував оформити шляхом відправлення послів до короля і магнатів, щоб натомість за озвучені вище поступки обіцяти від імені Війська Запорозького захищати кордони Речі Посполитої від «ворога хреста святого», тобто від турків та татар.

### Куруківська угода та обрання Голуба гетьманом нереєстровців
Через значні втрати з обох сторін обидві сторони розпочали переговори. Замість Марка Жмайла новим гетьманом було обрано більш поміркованого Михайла Дорошенка, що підписав Куруківську угоду. За цим договором, усі козаки отримували амністію. Кількість реєстрового козацтва збільшувалася з 3 до 6 тисяч осіб. Козаки, які залишалися поза реєстром, поверталися до панів.
За словами одного з сучасників подій 1626 року «...запорожцы с гетманом Олифером передались хану и вместе ходили войной на Польшу». Отже, у 1626 році запорожці (нереєстровці) знову обрали Оліфера гетьманом та заключили союз із Кримським ханством, що підтверджує орієнтацію Голуба на рядове козацтво. За підтримку низовиків, Голуб отримав прізвисько «черняк» з боку шляхти.

### Кримська кампанія та загибель Оліфера Голуба
Незважаючи на похилий вік (близько 80-ти років) у травні 1628 року Оліфер Голуб, у якості полковника, вирушає у похід на Кримське ханство. Михайло Дорошенко, виконуючи умови Кримсько-козацького договору 1624 року, очолив кампанію на допомогу ханові Мехмеду III Гірею, що вів війну проти турецького претендента на ханство Джанібек-Гірея.
Козацькі загони захопили Перекоп та атакували османські війська, що тримали в облозі Бахчисарай. Основна битва відбулась на річці Салгир. Османські вояки зазнали значних втрат. Проте більшість кримсько-татарського війська, через зраду, перейшла до османів, що призвело до поразки козацько-кримських сил. Гетьмана Михайла Дорошенка та полковника Оліфера Голуба було вбито. Мехмед III Гірей разом із козаками втік до Січі, де перебував протягом зими 1628-1629 року. У 1629 році об'єднане козацько-татарське військо знову двічі виступало проти Джанібек-Гірея та османських військ.

### Особисте життя
У листі від 1622 року згадується, що Оліфер Голуб є козаком старовинним і ані дітей, ані дружини не має. Натомість за іншими джерелами, Голуб мав дружину, яка померла задовго до гетьманства Оліфера та сина Зиновія-Богдана, що був шляхтичем, жив в Черкасах та помер до 1625 року. У народних переказах Зиновій-Богдан зберігся під патронімом «Олихвірович».

### Вшанування пам'яті
Козацький гетьман залишався в народній пам’яті ще довгий час і вписувався козаками до пом’яників Києво-Межигірського монастиря під іменем «Єлєвферій, гетьман».
У 2016 році в місті Корсунь-Шевченківський вулицю Миколи Руднєва було перейменовано на честь Оліфера Голуба.